# Averdoingt
Averdoingt település Franciaországban, Pas-de-Calais megyében. Lakosainak száma 293 fő (2022. január 1.). Averdoingt Bailleul-aux-Cornailles, Ligny-Saint-Flochel, Maizières, Penin, Ternas, Tincques és Gouy-en-Ternois községekkel határos.

## Népesség
A település népességének változása:
| Lakosok száma | 285  | 290  | 298  | 293  | 294  | 292  | 293  | 291  | 293  |
|               | 2013 | 2015 | 2016 | 2017 | 2018 | 2019 | 2020 | 2021 | 2022 |